# Miền Nam Thái Lan

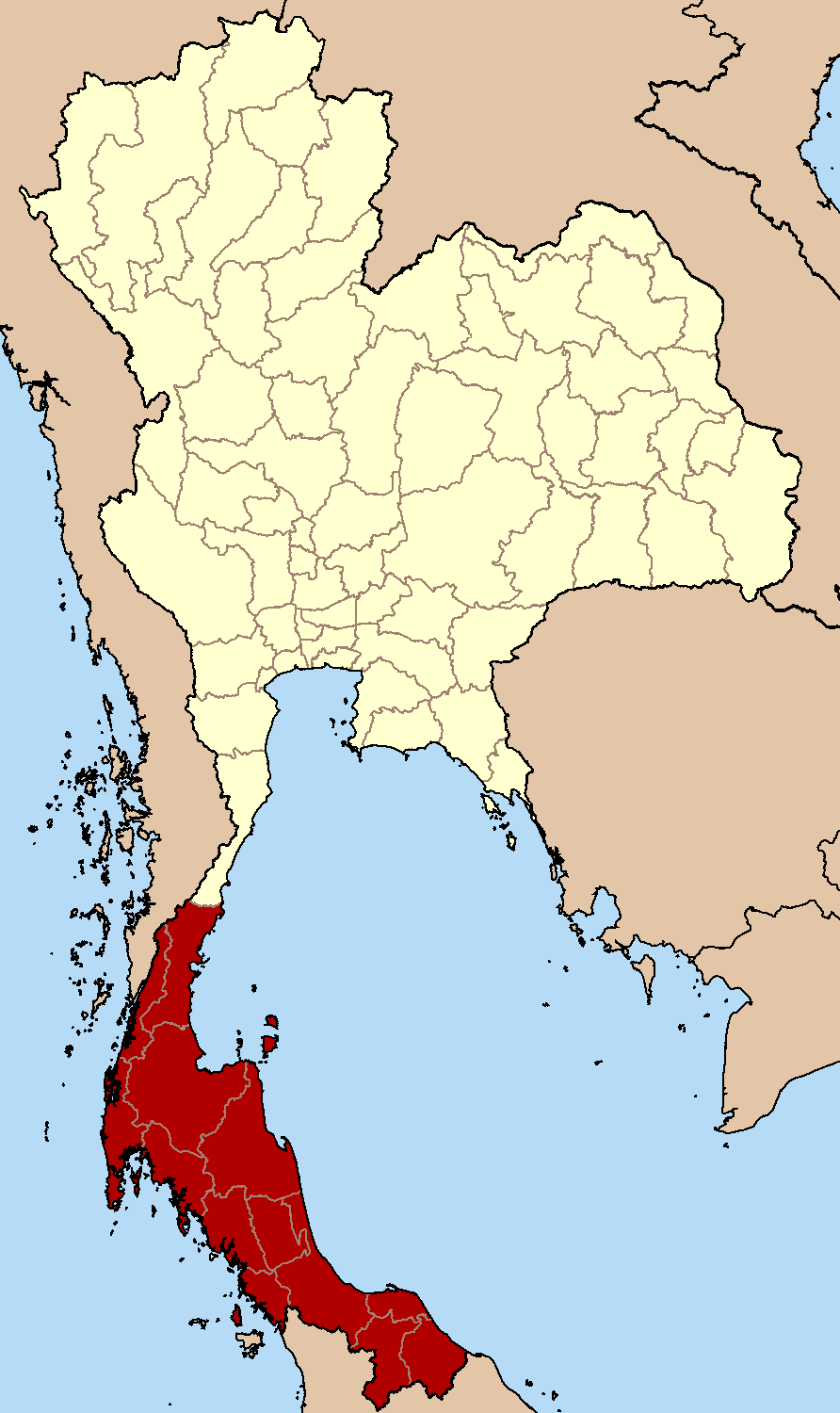
Miền Nam

Miền Nam Thái Lan là một vùng của Thái Lan, nối với miền Trung bởi eo đất Kra hẹp.

## Địa lý

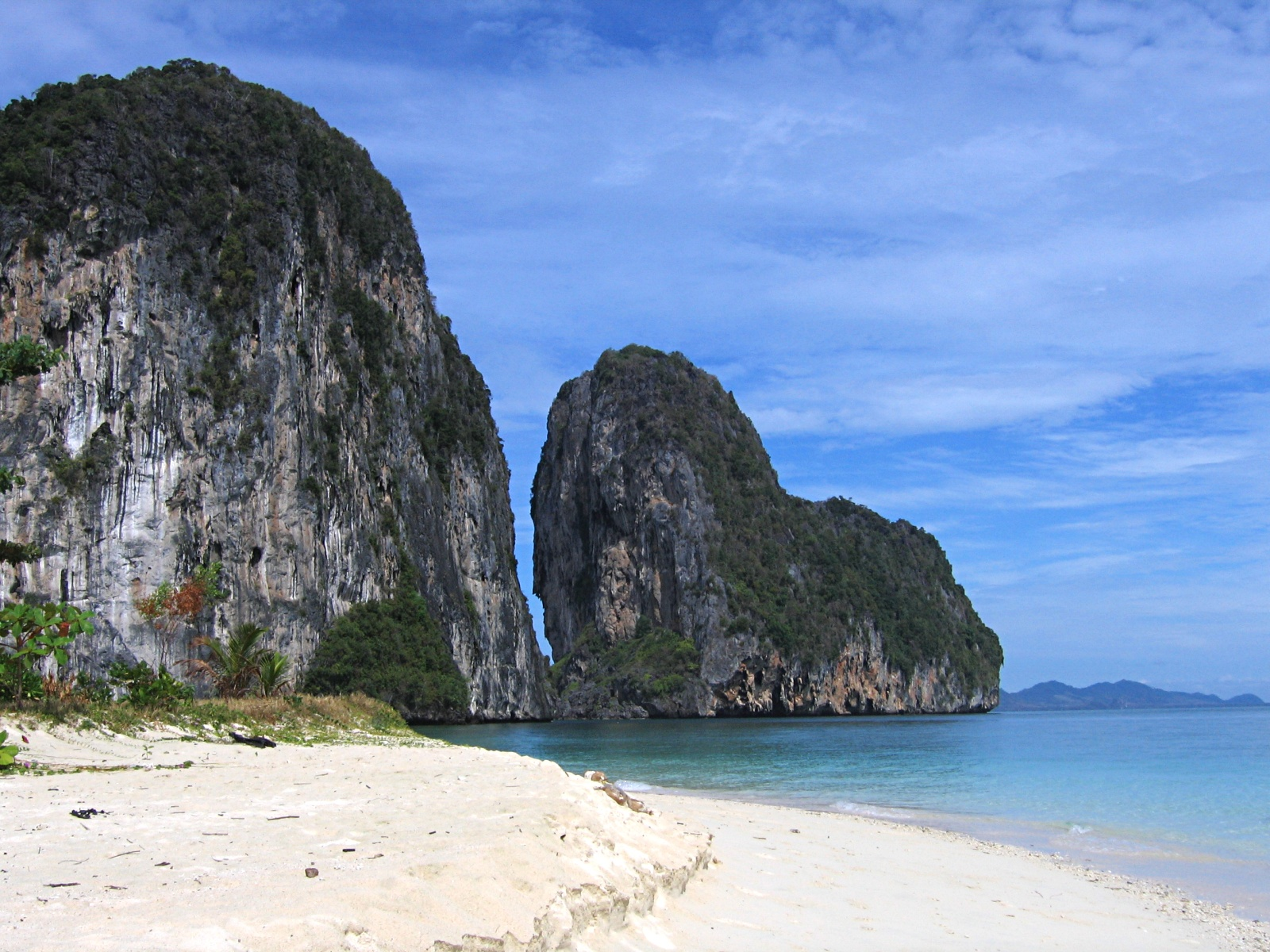
Ko Lao Liang Phi với các đồi đá vô dốc tại bờ biển Tây

Miền Nam Thái Lan tọa lạc ở bán đảo Malay, với diện tích khoảng 70.713 km², bao bọc phía Bắc bởi Eo đất Kra là phần hẹp nhất của bán đảo. Phần phía Tây là bờ biển dốc hơn, trong khi phía Đông là đồng bằng châu thổ chiếm ưu thế. Sông lớn nhất của phía Nam là Tapi, cùng với Phum Duang có lưu vực hơn 8.000 km², hơn 10% diện tích của Nam Thái Lan. Các sông nhỏ hơn bao gồm Pattani, Sông Saiburi, Krabi và Trang. Hồ lớn nhất của phía Nam là Hồ Songkhla (1.040 km²), hồ nhân tạo lớn nhất là Chiao Lan (đập Ratchaprapha) với 165 km² trong Vườn quốc gia Khao Sok.

## Các đơn vị hành chính
Miền Nam có 14 tỉnh
| STT. | Tên                 | Tên Thái     | Người     |  |     |             |           |           |
| 1.   | Chumphon            | ชุมพร         | 478.956   |  | 8.  | Phuket      | ภูเก็ต      | 299.637   |
| 2.   | Krabi               | กระบี่         | 402.559   |  | 9.  | Ranong      | ระนอง     | 181.888   |
| 3.   | Nakhon Si Thammarat | นครศรีธรรมราช | 1.509.378 |  | 10. | Satun       | สตูล       | 281.126   |
| 4.   | Narathiwat          | นราธิวาส      | 706.620   |  | 11. | Songkhla    | สงขลา     | 1.314.189 |
| 5.   | Pattani             | ปัตตานี        | 636.164   |  | 12. | Surat Thani | สุราษฎร์ธานี | 959.089   |
| 6.   | Phang Nga           | พังงา         | 245.295   |  | 13. | Trang       | ตรัง       | 607.078   |
| 7.   | Phatthalung         | พัทลุง         | 502.940   |  | 14. | Yala        | ยะลา      | 469.967   |

## Dân số
Miền nam Thái Lan có dân số khoảng 8,6 triệu người với mật độ dân số khoảng 122 người/km².
'
| STT. | Tên                 | người.  | Vùng đô thị                              |
| ---- | ------------------- | ------- | ---------------------------------------- |
| 1.   | Hat Yai             | 156.549 | 700.000 tại Vùng đô thị Hatyai-Songkhla. |
| 2.   | Surat Thani         | 124.657 | 167.000 tại Mueang Surat Thani.          |
| 3.   | Nakhon Si Thammarat | 106.419 | 280.000 tại Mueang Nakhon Si Thammarat.  |
| 4.   | Songkhla            | 74.981  | 700.000 tại Vùng đô thị Hatyai-Songkhla. |
| 5.   | Phuket              | 74.209  | 291.000 tại Phuket.                      |
| 6.   | Yala                | 64.840  |                                          |
| 7.   | Trang               | 60.039  |                                          |
| 8.   | Ko Samui            | 48.796  |                                          |
| 9.   | Pattani             | 43.415  |                                          |
| 10.  | Narathiwat          | 40.285  |                                          |

## Kinh tế
Miền Nam thái Lan rất nghèo và lạc hậu so với phần còn lại của đất nước, nông nghiệp là chủ yếu